# Grande synagogue de Tunis
Pour les articles homonymes, voir Grande synagogue.
La Grande synagogue de Tunis (arabe : كنيس تونس) est la principale synagogue de Tunis, la capitale tunisienne.
Elle est située au numéro 36 de l'avenue de la Liberté au centre de Tunis, dans le quartier de Lafayette, non loin de la station de métro « République » et du jardin Habib-Thameur aménagé sur le site de l'ancien cimetière israélite.

## Histoire

### Premiers projets
L'initiative de sa construction, destinée à remplacer la synagogue du quartier juif de la Hara, revient au baron Giacomo Di Castelnuovo. Ce médecin, explorateur et diplomate issu de la communauté des Granas souhaitait construire un temple commun aux Granas et aux Twânsa, les deux branches du judaïsme tunisien,.
Dans les années 1870, il réclame à Sadok Bey un terrain qui est offert en 1883. Cependant, l'emplacement actuel est le résultat d'une donation de Daniel Iffla Osiris ; ce dernier souhaite en effet faire construire un édifice par son architecte sur un terrain fourni par la communauté, qui doit prendre en charge les procédures et autorisations administratives.
À sa mort en 1907, Osiris lègue sa fortune à l'Institut Pasteur, contraint par son testament d'acquérir le terrain offert sur la place Garibaldi qui se révèle toutefois insalubre. Revendu, il est remplacé par un terrain au numéro 100 de l'avenue de Paris, l'actuelle avenue de la Liberté.

### Projet Valensi

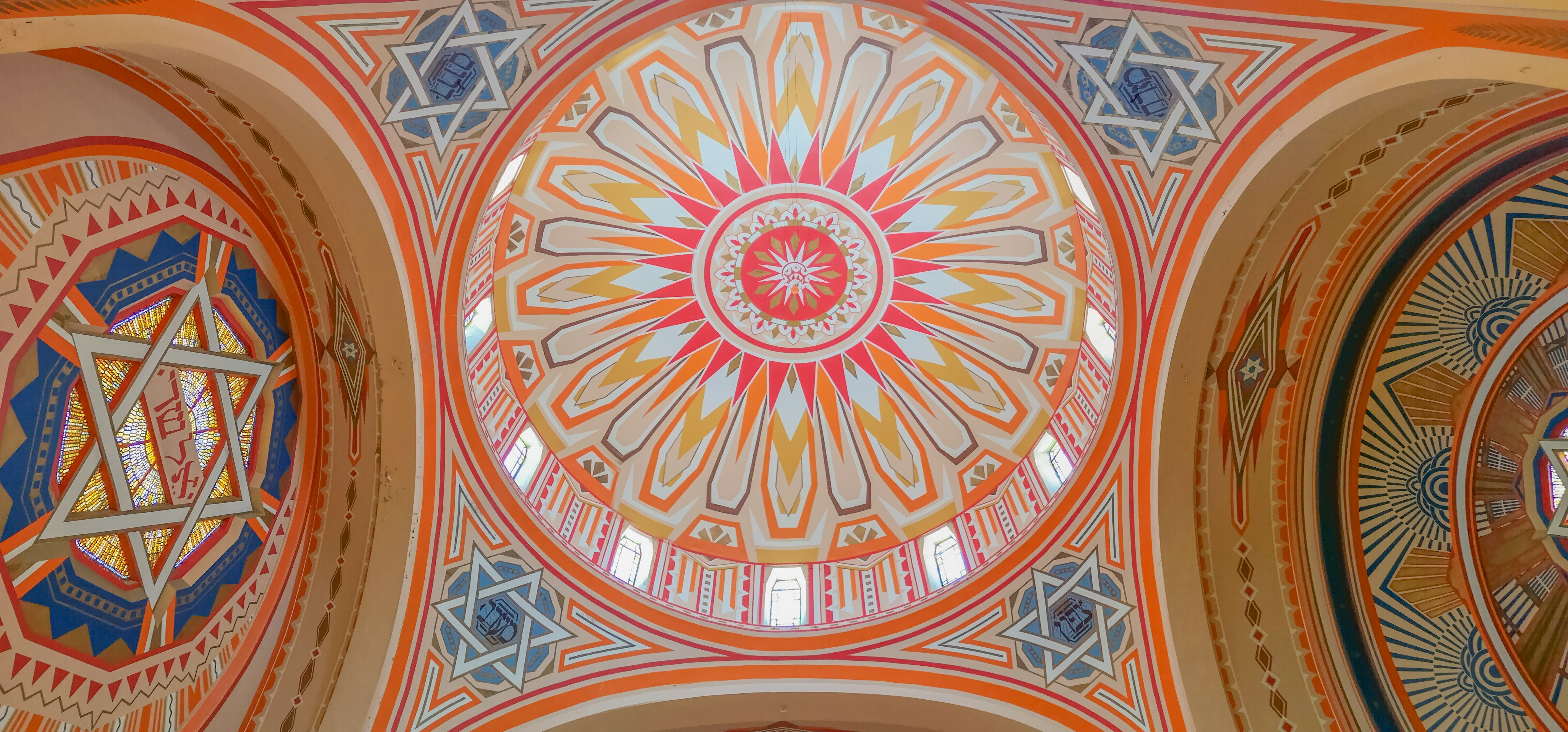
Dôme de la synagogue.

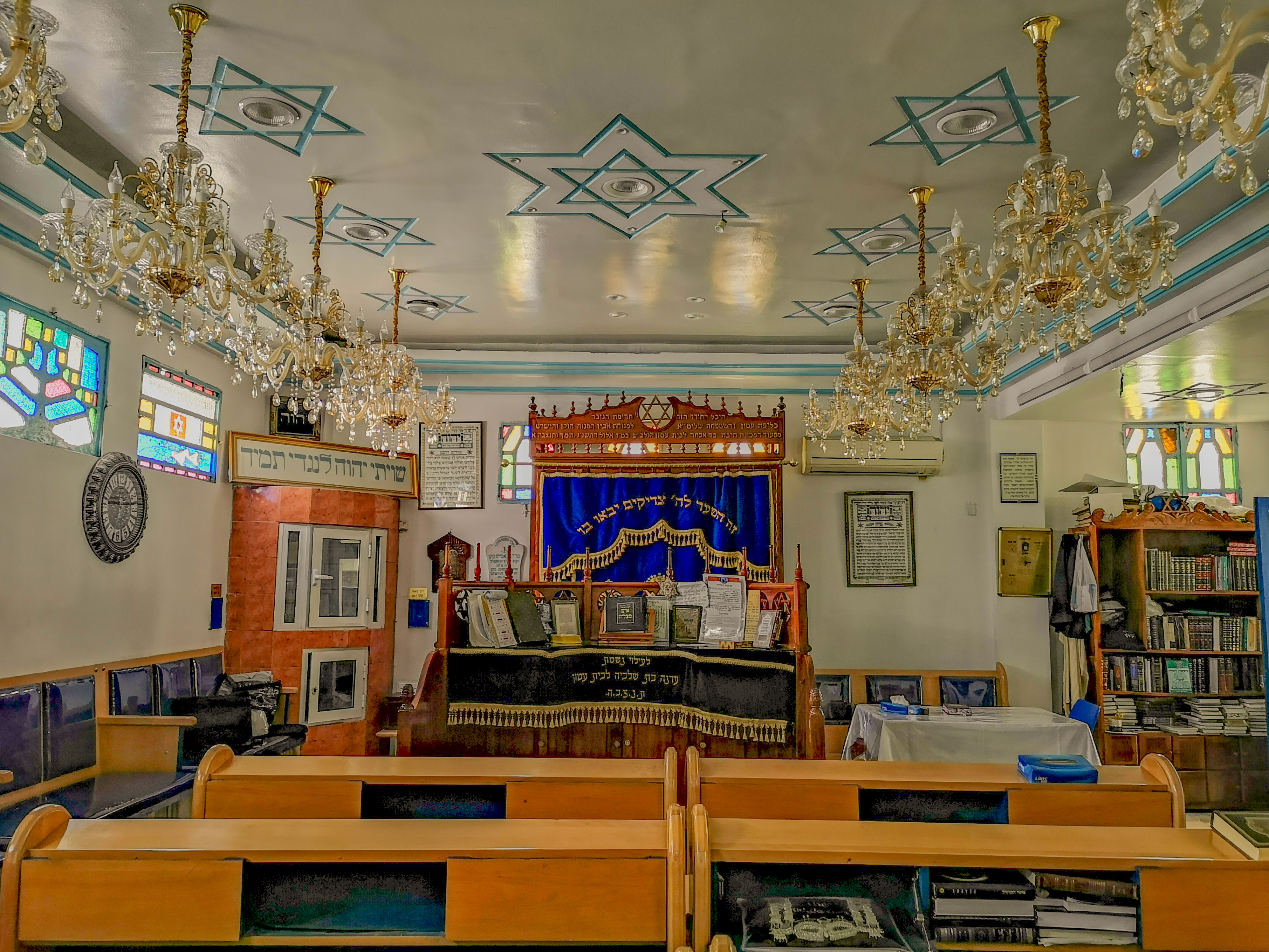
Salle à l'intérieur de la synagogue.

Un premier projet de style romano-byzantin est présenté le 31 mars 1909 mais le coût élevé et le peu d'enthousiasme suscité condamne ce projet ; il est vite remplacé par une nouvelle version à l'issue d'un concours en 1911 : le jury retient unanimement celle d'un jeune architecte, Victor Valensi, alliant des formes orientales et des structures et matériaux comme le béton.
Mise en travaux en juin 1933, elle est inaugurée le 23 décembre 1937. Durant l'occupation de la Tunisie par les forces de l'Axe, de novembre 1942 à mars 1943, le bâtiment est investi par les soldats allemands venus arrêter les dirigeants de la communauté. En 1967, dans le contexte de la guerre des Six Jours, il est saccagé par des émeutiers.
Restauré en 1996 puis en 2007, sur intervention du président Zine el-Abidine Ben Ali, il est gardé par la police municipale et reste parfois ouvert aux visiteurs même si les célébrations y sont rares.

## Hommages
En 1971, la poste israélienne émet un timbre à l'effigie de la synagogue mais, en raison du tétragramme YHWH figurant sur le fronton du bâtiment, le rabbinat obtient son retrait en condamnant son usage laïc. La construction d'une réplique de la synagogue a également été envisagée à Netanya en Israël.